# Évapotranspiration

Représentation schématique du bilan évapotranspiration/alimentation de la nappe/ruissellement. À l'échelle mondiale, l'évapotranspiration potentielle ET_{p} provient de différents flux d'eau retournant vers l'atmosphère sous forme de vapeur : transpiration (64 % de l'ET_{p}), interception évaporée (27 %), évaporation des sols (6 %) et des étendues d'eau à l'intérieur des terres (3 %).

Pluviométrie mondiale mensuelle. Dans les forêts tropicales humides, 90 % de la vapeur d'eau atmosphérique est générée de l'évapotranspiration, cette dernière contribuant de manière importante aux précipitations forestières (d'où le concept de bassin de précipitations, équivalent de bassin versant aérien), et à la redistribution de flux de vapeur souvent comparés à une rivière volante (rivière aérienne exportant ces flux au-delà du bassin).

L'évapotranspiration (abréviation scientifique ET) est le processus biophysique de transfert d'une quantité d'eau vers l'atmosphère, par l'évaporation au niveau du sol et par la transpiration des plantes. Composant essentiel du cycle hydrologique, ce processus peut comprendre, selon les modélisations hydrologiques, deux autres flux évaporatoires : l'eau stockée sous forme liquide (étendue d'eau à l'intérieur des terres : mare, lac, cours d'eau) ou solide (glace, neige, l’évapotranspiration totale sur des surfaces entièrement glacées ou neigeuses consistant uniquement en une sublimation qui contribue faiblement à ET), et l'eau interceptée par la végétation (principalement la canopée).
Les phénomènes d'évaporation et de transpiration étant indissociables au champ, ils ont conduit dans les années 1950 au concept d'évapotranspiration, à son évaluation en hauteur d'eau et à ses mesures ; il est important pour expliquer et quantifier les transferts d'eau dans les écosystèmes, pour calculer les besoins en eau des forêts, cultures agricoles et plus globalement pour la gestion de l'eau des espaces végétalisés naturels ou semi-naturels, ou encore pour estimer l'importance des îlots de chaleur urbains, ou les conséquences d'un changement de végétation d'un milieu.

## Le processus de l'évapotranspiration

### Évaporation
L'évaporation de l'eau est le passage progressif de l'état liquide à l'état gazeux. Ce phénomène est donc une vaporisation progressive. Lorsqu'il existe un volume libre au-dessus d'un liquide, une fraction des molécules composant le liquide est sous forme gazeuse. À l'équilibre, la quantité de matière sous forme gazeuse définit la pression de vapeur saturante qui dépend de la température. Lorsque la pression partielle de la vapeur dans le gaz est inférieure à la pression de vapeur saturante et que celle-ci est inférieure à la pression totale ambiante, une partie des molécules passe de la phase liquide à la phase gazeuse : c'est l'évaporation, qui demande de fournir la chaleur latente correspondante, ce qui refroidit le liquide.

### Interception des précipitations
L'interception des précipitations par la végétation désigne le processus par lequel les eaux météoriques sont captées et retenues par les feuilles et les branches, n'atteignant ainsi jamais la surface du sol. L’interception limite le rechargement de la ressource hydrique du sol, l’eau interceptée par les feuilles étant directement évaporée.
Difficile à évaluer, elle varie énormément dans l’espace, principalement en fonction des espèces végétales et des conditions météorologiques. Très nombreux, les principaux facteurs qui contrôlent la capacité du couvert végétal à intercepter et stocker de l’eau, concernent le feuillage (la forme, la taille, la rugosité, la turgidité, l’orientation, la caducité, l’âge, la densité, l'indice de surface foliaire…).
Pour les couverts forestiers, le taux d'interception varie globalement de 15 à 35 % pour les feuillus et de 25 à 50 % pour les résineux (taux généralement plus important qui s'explique par leur feuillage persistant captant les précipitations d'automne-hiver). Ce taux est moins bien quantifié pour les espèces de la strate herbacée. Leur surface foliaire totale inférieure explique des taux plus faibles que les couverts forestiers : la Fougère-Aigle intercepterait 12 % des pluies incidentes, le couvert de graminées 4 à 5 %.

### Transpiration végétale

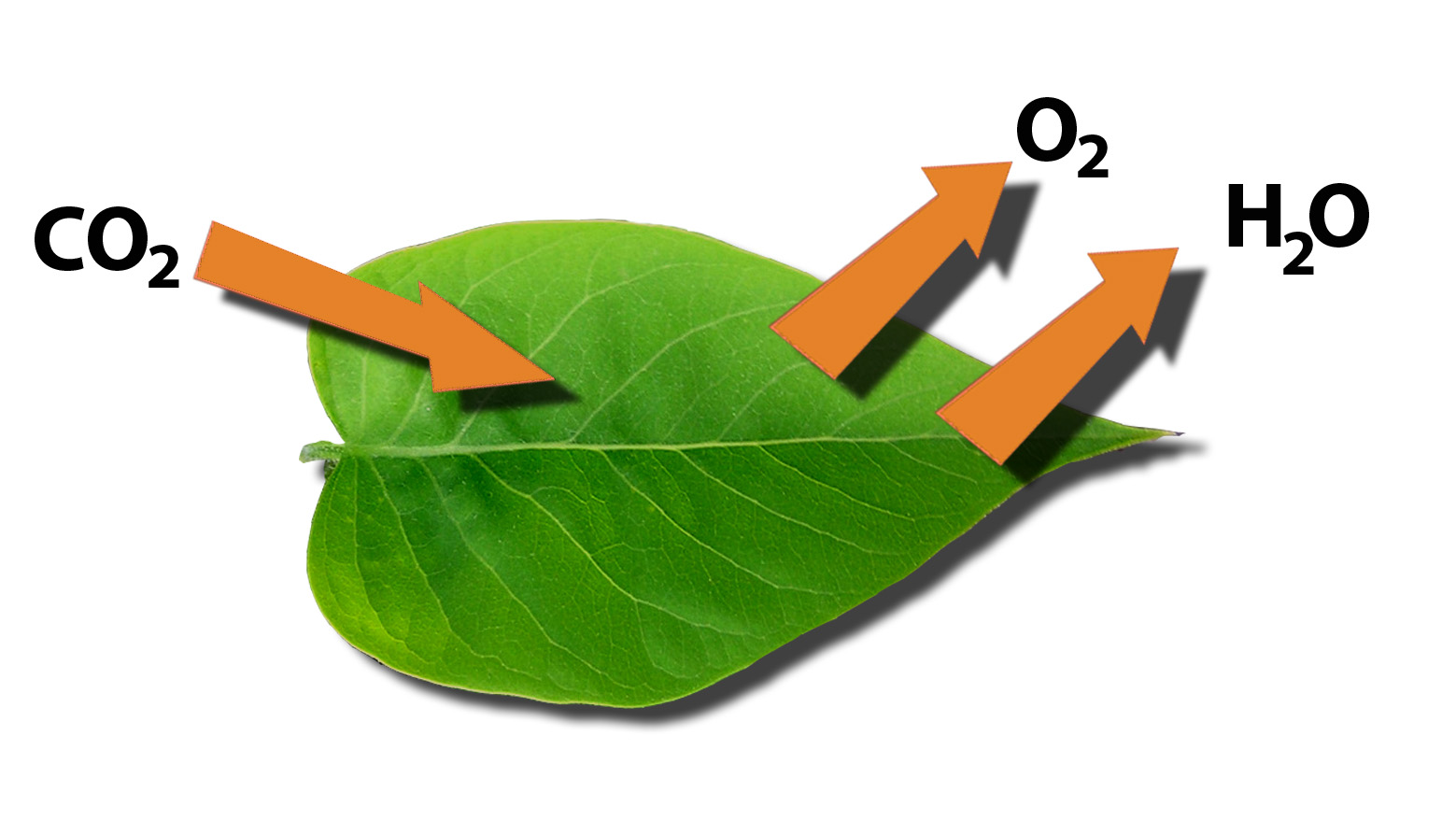
Échanges au niveau d'une feuille : du gaz carbonique (CO_{2}) est absorbé, de l'oxygène (O_{2}) et de l'eau (H_{2}0) sont rejetés.

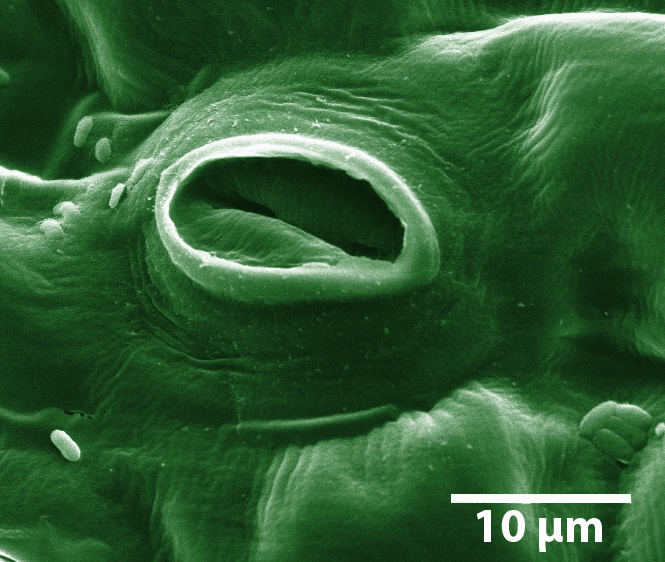
Un stomate ouvert sur une feuille de plant de tomate (image colorée de microscope électronique).

Chez les plantes, la transpiration est le processus continu causé par l'évaporation d'eau par les feuilles et la reprise qui y correspond à partir des racines dans le sol. La transpiration est le principal moteur dans la circulation de la sève et se produit essentiellement au niveau des stomates. La régulation de leur ouverture influence donc directement l'intensité de la transpiration.
Le rôle de la transpiration chez les végétaux est multiple : elle est le moteur de la circulation de la sève brute dans le xylème, elle favorise dans une certaine mesure le rafraîchissement des plantes et elle permet le transfert des sels minéraux aux endroits où la plante en a besoin, principalement dans les feuilles qui sont le siège de la photosynthèse.
La quantité totale d'eau rejetée dans l'atmosphère par la transpiration des plantes est immense : les rivières volantes d'Amazonie ont un débit s'approchant de celui de l'Amazone. À titre d'illustration, un grand chêne peut évapotranspirer 1 000 litres d'eau par jour (soit une tonne), mais en moyenne, par journée ensoleillée, un bouleau évapore par jour 75 litres d'eau, un hêtre 100 litres, un tilleul 200 litres. Un hectare de hêtres rejette environ 250 mm d'eau pendant la saison de végétation, et un hectare de forêt tropicale humide en évapotranspire bien plus encore (1 530 mm sur certaines études en Guyane,,). Cela explique le rôle joué par les grandes formations végétales, notamment les forêts sur le cycle de l'eau, sur le climat régional et mondial, et leur action en tant que climatisation naturelle.
L'appel transpiratoire est un des moteurs de la circulation de la sève brute (il existe aussi la poussée radiculaire).
Lors de la photosynthèse, les stomates s'ouvrent afin de laisser entrer du CO2. Il y a alors mise en contact de la solution des feuilles avec l'air extérieur. La différence entre le potentiel hydrique atmosphérique et celui des feuilles induit la sortie de l'eau (présente dans les feuilles) dans l'atmosphère. La pression relative dans le xylème diminue et devient plus faible que la pression atmosphérique. Le xylème est alors sous tension, ce qui permet la montée de la sève brute.

### Facteurs d'influence
De nombreux facteurs physiques, biologiques et météorologiques influencent l'évapotranspiration, dont notamment :
- le type de plante, le stade de croissance et maturité de la plante, la hauteur de la plante, la profondeur des racines, le stress hydrique (En 2010, dans la revue Nature, certains auteurs observent une tendance à une diminution générale de l'évapotranspiration dans les zones cultivées, par manque d'eau[16], l'évapotranspiration est une donnée qui intéresse la prospective agricole et climatique, en Inde par exemple[17]);
- le taux de couverture végétale (ou paillage) du sol, la densité du feuillage, l'eau pluviale retenue sur le feuillage ;
- les radiations solaires[18], la réverbération sur le sol et les plantes ;
- le contexte thermohygrométrique (humidité et température de l'air), la pression atmosphérique et le vent ;
- l'humidité et la température du sol et l'eau disponible dans le sol ;
- la composition du sol (argile, sable…) et ses capacités de rétention, drainage et percolation...

## Importance de l'évapotranspiration

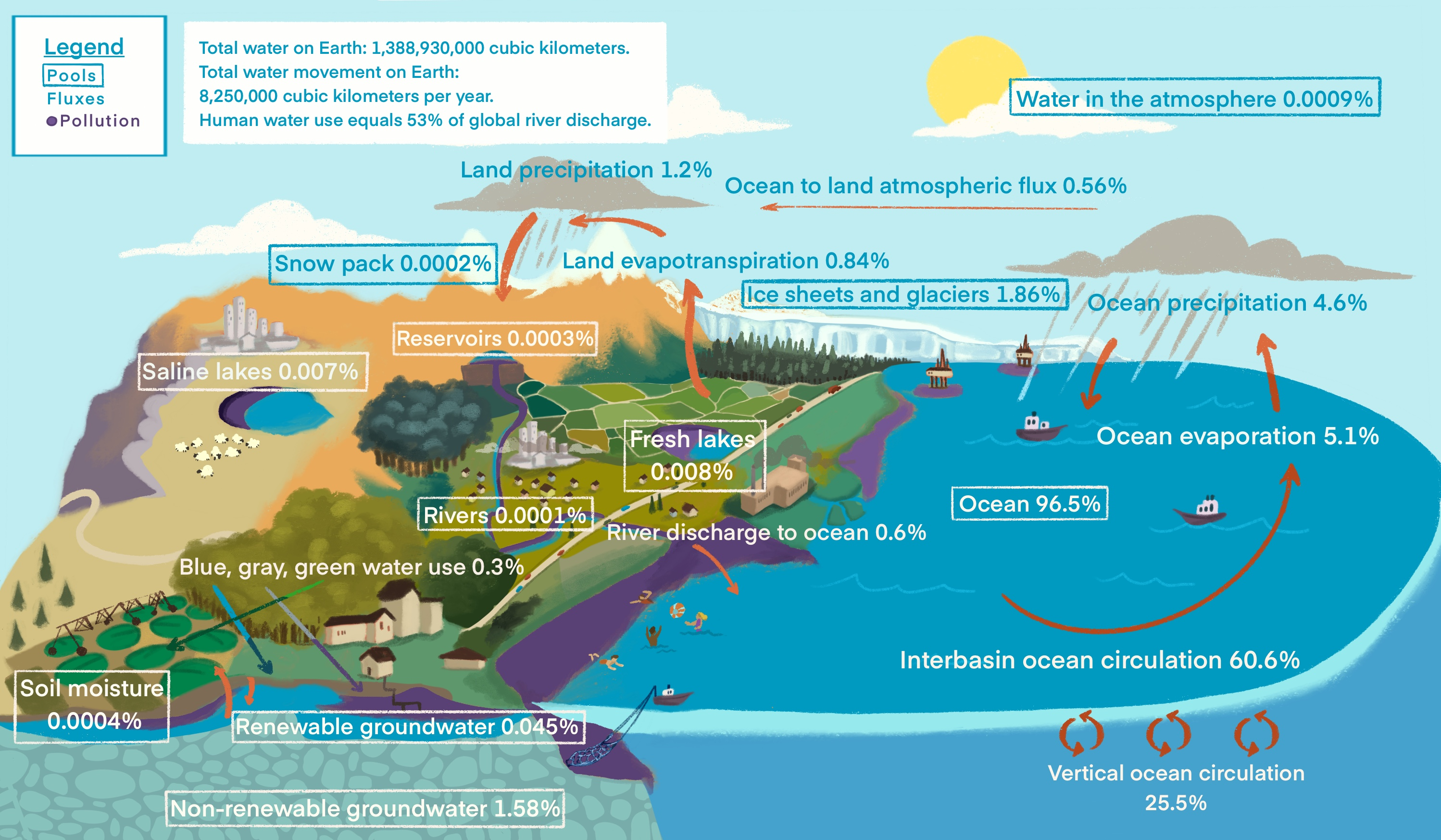
À l'échelle mondiale, la différence entre l'évapotranspiration (0,84 % des flux d'eau) et les précipitations (1,2 %) est négative sur les terres émergées, positive sur les océans (5,1 versus 4,6 %). Cela implique un transfert d'eau des continents vers les océans, via le ruissellement.

### L'évapotranspiration dans le cycle de l'eau
L'évapotranspiration ne représente qu'une faible partie du cycle global de l'eau (cette eau évaporée représente 0,04 % de l'eau de l'hydrosphère) mais c'est elle qui assure le transfert d'eau du sol et de la végétation vers l'atmosphère. Si l'atmosphère est un réservoir d'eau minuscule au regard des océans, sa grande mobilité et ses échanges permanents avec les réservoirs océanique et terrestre, lui confèrent un rôle essentiel dans le cycle de l'eau.
L'évaporation à l'échelle terrestre est globalement cinq fois plus importante au-dessus des océans qu'au-dessus des continents (85 % de l'évaporation est océanique), les précipitations y sont trois fois plus importantes où l'énergie du rayonnement solaire transforme l'eau liquide en vapeur. L'océan évapore plus d'eau qu'il n'en reçoit sous forme de précipitations. Ce déficit d'environ 10 % se retrouve sur les continents, via la circulation de masses d'air transportant l'humidité atmosphérique (à l'état de vapeur d'eau dans l'air, de liquide ou de glace dans les nuages), sous forme d'un excès de précipitations par rapport à l'évaporation. La transpiration est de loin le plus grand flux d'eau issu de la biosphère terrestre (64 % de l'évapotranspiration terrestre, donnée moyenne avec une grande marge d'incertitude) devant l'interception des précipitations (27 %), l'évaporation des sols (6 %) et l'évaporation des étendues d'eau à l'intérieur des terres (3 % issus principalement des cours d'eau et des lacs),, ces données moyennes variant selon les climats.
Sur une majorité de bassins, les pertes d'eau par évapotranspiration représentent la partie la plus importante du bilan d'eau. Dans les espaces continentaux, plus de 60 % de l'apport pluviométrique serait ainsi dissipé par évapotranspiration.

### Évapotranspiration selon les écosystèmes

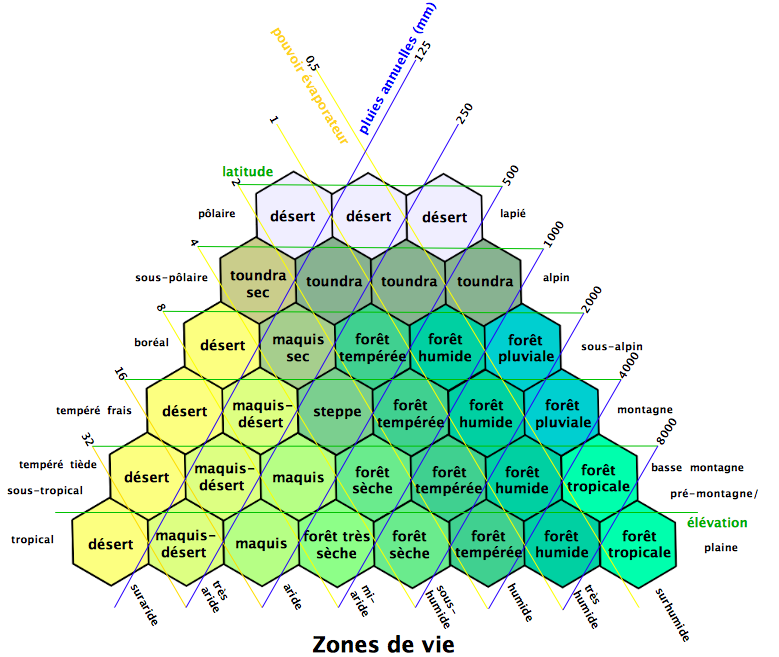
Influence de l'évapotranspiration sur les écosystèmes.

L'évapotranspiration potentielle et réelle varient considérablement selon les écosystèmes et parfois selon les saisons, dont en
- Milieu tempéré ;
- Milieu aride ;
- Milieu urbain ;
- Milieu cultivé (éventuellement irrigué et/ou drainé...)

L'indice d'aridité utilisé par Charles Warren Thornthwaite (en) dans sa classification des climats de 1948, est une formule empirique prenant en compte le rapport entre les précipitations mensuelles ou annuelles d'un écosystème ou biome, et l'évapotranspiration possible.

### Agronomie et cultures agricoles
Toutes les plantes ont besoin d'eau. Certaines en évapotranspirent beaucoup, d'autres peu. En génie biologique, on exploite cette propriété pour assécher des terrains humides et marécageux en plantant des peupliers ou des saules en climat tempéré.
Certaines plantes semi-aquatiques, dites palustres ou hydrophytes, évapotranspirent beaucoup durant leur période de croissance. D'autres accumulent l'eau dans leurs tissus, l'évapotranspiration pouvant alors être en partie décalée dans le temps ; ce sont par exemple les sphaignes des tourbières.
En climat tropical, on utilise des plantes qui évaporent peu et qui forment une voûte avec leurs branchages (des palmiers) afin de pouvoir cultiver à leur pied des plantes qui transpireraient plus si elles étaient en plein soleil, des orangers, des citronniers, des légumes, des plantes parfumées. On crée ainsi artificiellement sous les palmiers un microclimat favorables à des plantes cultivées.
L'efficience hydrique (en) (efficience d'utilisation de l'eau) est exprimée en kg de matière sèche au-dessus du sol par mm d'évapotranspiration. Le besoin quotidien en eau d'une culture défini par l'évapotranspiration quotidienne maximale, dépend de cette efficience. Selon les climats locaux, les variétés ou races, et les pratiques agricoles, il faut 400 à 2 000 L d'évaporation quotidienne pour produire 1 kg de blé, et 1 000 à 20 000 L pour produire 1 kg de viande. En se basant sur ces moyennes, les chercheurs estiment qu'il en faut de 2 000 à 5 000 L pour produire les aliments correspondant à une ration alimentaire alors que 2 litres d'eau sont souvent suffisants pour la consommation quotidienne d'une personne. Comme la FAO recommande une ration d'environ 2800 kcal par jour et par personne, l'eau nécessaire pour satisfaire les besoins alimentaires quotidiens de chaque individu est d'environ 2 800 litres, soit un litre pour produire une kilocalorie.

## Diverses expressions de l'évapotranspiration
Comme pour les précipitations (pluie, neige, etc), l'évapotranspiration s'évalue en hauteur d'eau équivalente sur une période donnée (exemple : mm par an, par mois, par jour). L'unité de mesure, le 1 mm, correspond à 1 litre d'eau par mètre carré, soit 10 m3 ou 10 T par hectare. Pour donner un ordre de grandeur, l'évapotranspiration peut atteindre 4  à   6 mm/jour en plein été en zone tempérée européenne et 6  à   8 mm/jour en zone méditerranéenne. Dans les régions tempérées, une forêt d'un hectare évapotranspire chaque jour 30 tonnes d'eau, ce qui correspond à la consommation de l'équivalent d'une pluie de 3 mm.
Plusieurs concepts supplémentaires ont été ajoutés pour préciser les estimations de l'évapotranspiration. Ces concepts ont des définitions variables selon les auteurs.

### Évapotranspirations réelle et potentielle

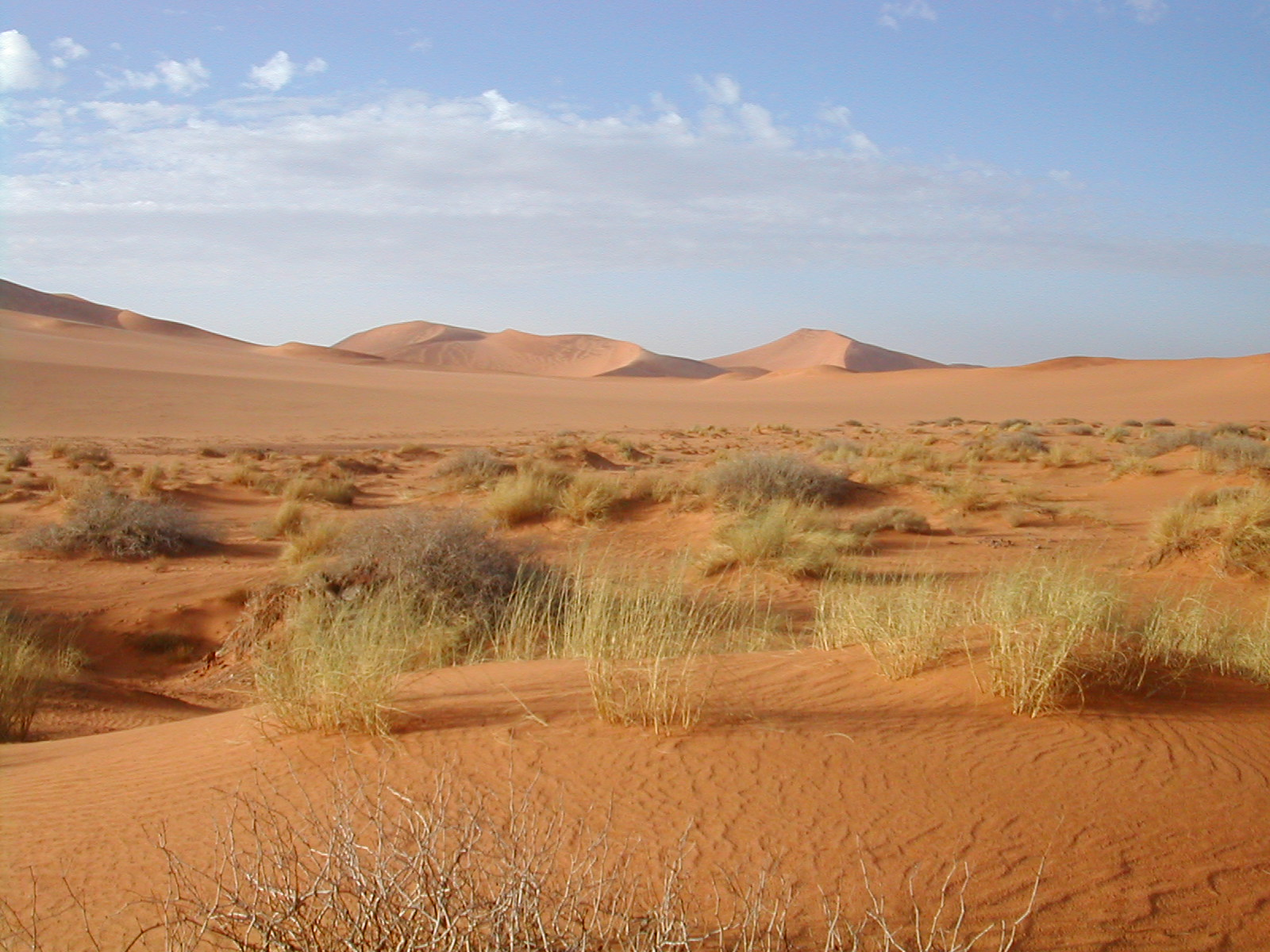
Pour la végétation des déserts chauds, l'évapotranspiration potentielle (ET_{p}) est très importante en raison de la chaleur et l'ensoleillement. Mais l'évapotranspiration réelle (ET_{r}) est très faible, car le manque d'eau disponible pour le sol et les plantes (sécheresse) est un facteur limitant.

La notion d’« évapotranspiration potentielle » (ETp) est couramment opposée à l’« évapotranspiration réelle » (ET ou ETr, anglais : actual evapotranspiration ETa).
L'évapotranspiration réelle désigne la quantité exacte d'eau évapotranspirée par une couverture végétale réelle. C'est une donnée impossible à mesurer à l'échelle d'une parcelle ou d'une région.
À l'opposé, l'évapotranspiration potentielle est une valeur calculée par des formules mathématiques. L'ETp est ainsi l'objet de définitions variées, selon les auteurs et les méthodes de calcul employées. Cette notion de consommation potentielle en eau a été introduite par Thornthwaite en 1948, puis reprise par Howard Penman dans sa formule de calcul (1948).
En 1956, Penman (1956) définit l’ETp comme : « l’évaporation d’une pelouse rase suffisamment étendue, en bon état et convenablement alimentée en eau ». Selon les auteurs et les méthodes, différents paramètres météorologiques, physiques ou biologiques sont inclus ou non dans la définition de l'ETp : par exemple l'espèce végétale, la constance des flux d'énergies, l'ouverture des stomates, la constance de l'humidité relative…
Ces deux notions ETr et ETp sont utiles et nécessaires pour étudier les bilans de circulation de l'eau et notamment pour déterminer les besoins en eau des cultures ou calculer l'« effet oasis » d'une zone où l'évapotranspiration est plus importante (qui peut être une zone urbaine). Les plantes de milieux arides peuvent fortement réduire leur évapotranspiration quand elles manquent d'eau. Les plantes des zones tropico-équatoriales pluvieuses ne le peuvent généralement pas.

### Évapotranspiration de référence

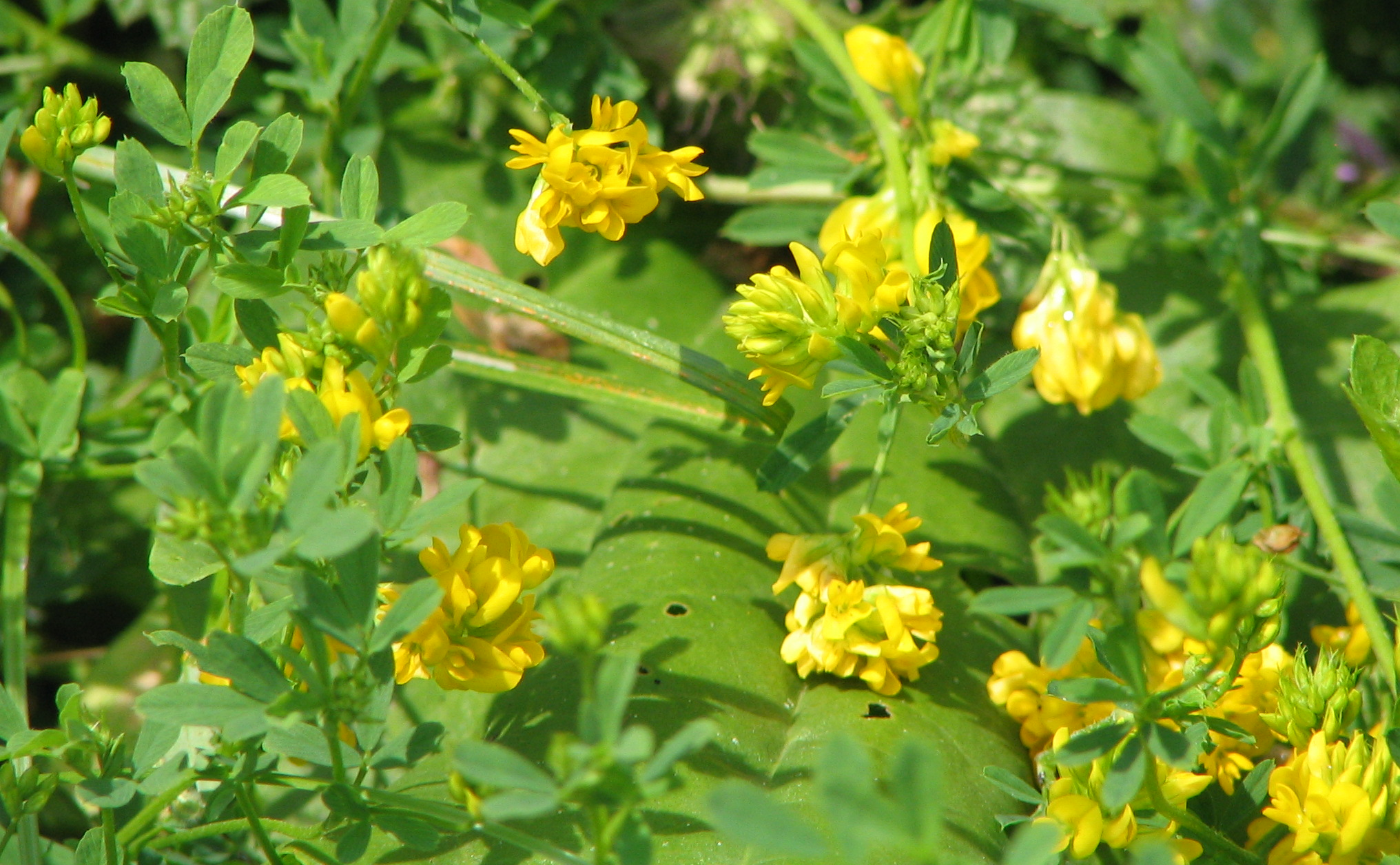
Luzerne cultivée

L'évapotranspiration de référence (ET0) est un concept utilisé dans différentes méthodes d'estimation. C'est une valeur pour une végétation choisie, dans des conditions hydriques réelles, permettant ensuite de déduire l'évapotranspiration pour d'autres couverts végétaux. Cet usage pratique d'une culture de référence est lié à la faible variation de l'évapotranspiration potentielle selon les différents végétaux, dans de mêmes conditions climatiques.
Selon les climats et méthodes d'estimation, n'importe quelle espèce végétale peut servir de référence. Typiquement, les plants de référence sont de l'herbe (gazon) ou de la luzerne cultivée (alfalfa) de faible hauteur, en raison de méthodes de calcul développées généralement pour les besoins de l'agriculture.

### Évapotranspiration maximale
L'évapotranspiration maximale (ETm) la valeur maximale de l'évapotranspiration d'une culture donnée, à un stade végétatif, dans des conditions climatiques données, prise en compte par l'ET0. C'est une correction de l'ET0 en fonction du couvert végétal. ETm = Kc x ET0, Kc étant le coefficient cultural établi par des organismes professionnels. Pour déterminer le coefficient cultural, Christian de Pescara propose la méthode suivante : il faut conduire la culture à l'ETm que l'on peut déterminer par un appareil calculant au-dessus de la parcelle l'ET0 ou par un lysimètre. Alors nous avons ETr max = ETm et nous calculons : Kc = ETr max / ET0. Ainsi nous pouvons calibrer les coefficients culturaux Kc.

## Estimation de l'évapotranspiration
En complément de la pluviométrie, l'évapotranspiration est un paramètre majeur des études bioclimatiques et de certaines études d'impact.
Il est aisé pour les chercheurs de mesurer l'évapotranspiration d'une plante ou d'une surface végétalisée de petite dimension (au moyen d'un potomètre ou d'une chambre de transpiration portable par exemple), mais cela devient difficile à l'échelle d'un arbre, d'une forêt, d'une roselière, d'une parcelle de culture ou d'une région géographique. Il faudrait idéalement aussi tenir compte du pouvoir plus ou moins important d'interception de la pluie et des autres eaux météoriques (brumes, rosées, neige, givre...).
On utilise alors des méthodes empiriques ou la modélisation.
Un grand nombre de méthodes d'évaluation théoriques ou empiriques ont été définies depuis le milieu du XXe siècle par les scientifiques (avec souvent des problèmes de calibration locale les rendant peu valides dans d'autres régions). Les spécialistes distinguent communément trois approches distinctes :
- les modèles basés sur des facteurs agronomiques et météorologiques ;
- les modèles basés sur l'équilibre des masses d'eau ;
- les modèles basés sur l'équilibre des flux énergétiques.

Ces modèles doivent toujours être utilisés avec prudence et en tenant compte de leurs limites méthodologiques, notamment en matière de sylviculture et de bioclimatologie tropicale.
L'évapotranspiration, qui représente 50 à 70 % du bilan hydrique, est donc un paramètre, un indicateur et l'un des résultats majeurs des opérations de renaturation et de solutions fondées sur la nature utilisées pour l'adaptation au réchauffement climatique, en particulier pour la lutte contre les bulles de chaleur urbaines.
À l'échelle du globe, l'évapotranspiration de l'océan mondial lui enlève chaque année une tranche d'eau de 1 200 mm et fournit 430 000 km3 d'eau à l'atmosphère, alors que ce processus au-dessus des continents (surtout au-dessus des lacs) ne procure qu'à peine 75 000 km3.

### Calcul des facteurs agronomiques et météorologiques

#### Estimation par bac d'évaporation

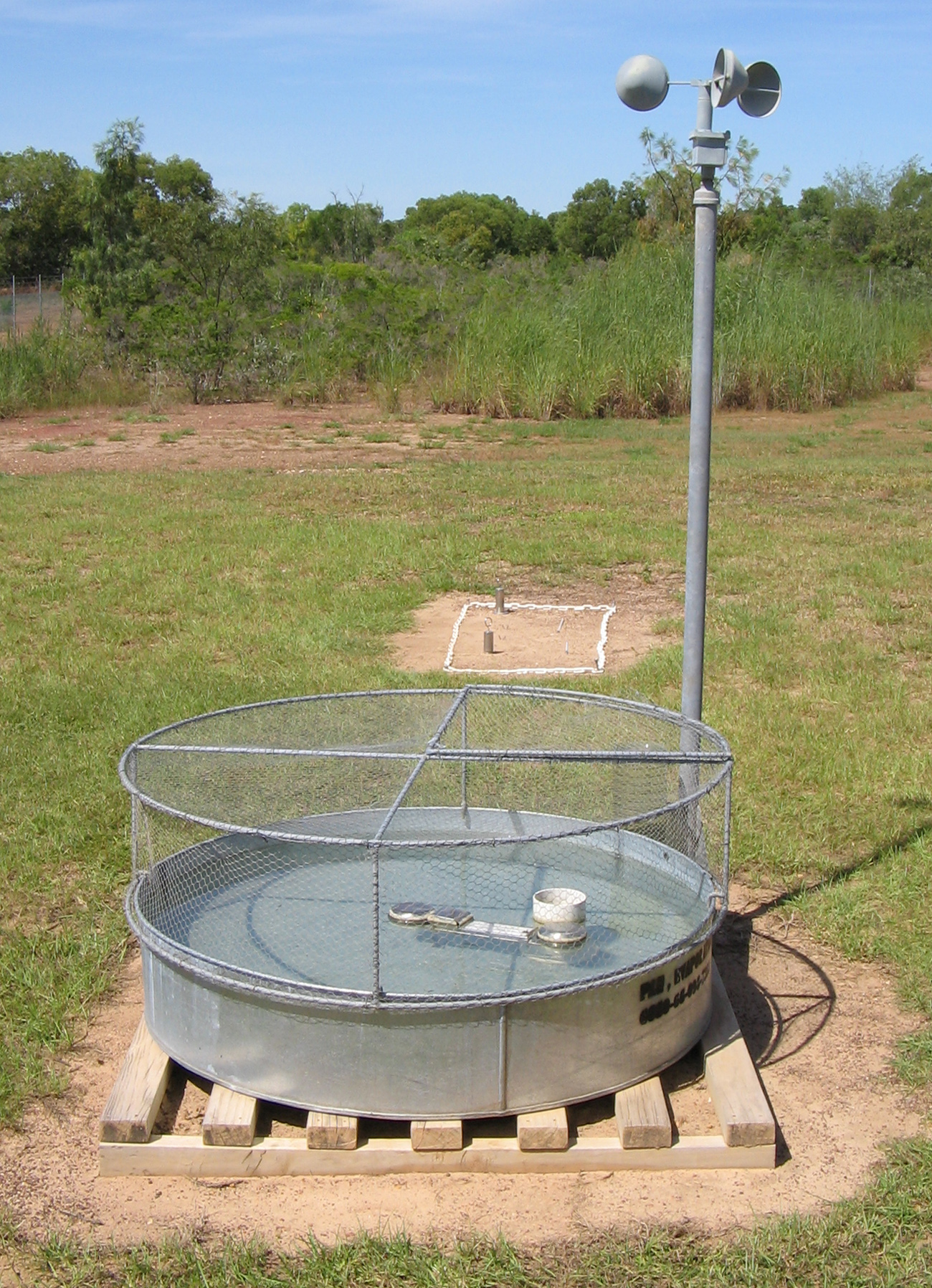
Bac d'évaporation de classe A avec cage de protection et anémomètre.

L'évapotranspiration peut être grossièrement approchée par des mesures réalisées avec un bac d'évaporation rempli d'eau (appelée pan evaporation par les anglophones). En l'absence de pluie, la variation du niveau d'eau dans le bac est supposée proportionnelle à l'évapotranspiration, car l'eau du bac est soumise aux mêmes conditions climatiques que les plantes et le sol : rayonnements (solaires), vent, température et humidité.
Cette relation simple est formulée par :
{\displaystyle ET_{p}=K_{bac}*E_{bac}}
- ETp l'évapotranspiration potentielle calculée (en mm)
- Kbac le coefficient du bac
- Ebac la mesure d'évaporation dans le bac (en mm).

Néanmoins de nombreux facteurs distinguent les conditions d'évaporation du bac et l'évapotranspiration du sol et des plantes (capacité du bac d'emmagasiner de la chaleur, turbulences aériennes…). Ces aspects divergents sont pris en compte pour la mise en place des bacs (taille et forme du bac, choix couleur et matériaux…), et par des coefficients correcteurs plus complexes (définis par facteurs climatiques et géographiques).
Selon la FAO, la méthode des bacs d'évaporation donnerait des estimations « acceptables », avec un emplacement pertinent des bacs et pour des estimations sur des périodes supérieures à 10 jours. Selon des études de l'ASCE, en comparaison d'autres méthodes de calcul, la méthode des bacs s'avèrent généralement « irrégulière et inconstante ».

#### Modélisation de Penman et Monteith

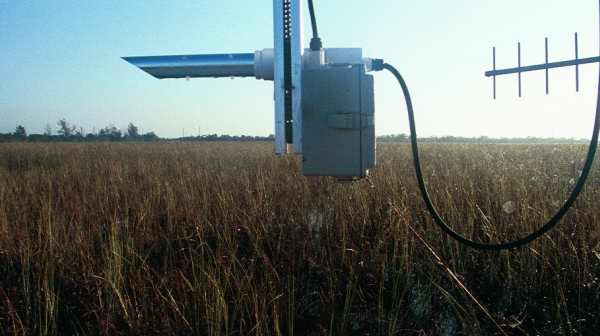
Un capteur de température et humidité au-dessus d'une parcelle de culture.

La modélisation de Penman-Monteith est très utilisée et considérée comme le modèle offrant « les meilleurs résultats et le minimum d'erreurs » selon la FAO et présentant des résultats « exacts et constants » pour les climats tempérés, humides et arides. Avec ce modèle, la couverture végétale est considérée comme un ensemble homogène et l'évapotranspiration est considérée de manière « verticale », comme une succession de résistances et régulations empêchant l'eau de s'évaporer : la résistance du sol, des racines, des stomates des feuilles, du couvert, etc.
La formule complexe de Penman-Monteith (1965) incorpore de nombreux paramètres, qui sont mesurables ou bien calculables à partir de données météorologiques et agronomiques. Les données météorologiques utilisées comportent par exemple les variations de température, d'humidité et de pression atmosphérique, la latitude, l'altitude, la durée d'ensoleillement et la force du vent. Les paramètres agronomiques comportent l'albédo et la conductivité stomatale des plantes, la hauteur des plantes, le type de sol…
{\displaystyle {ET_{p}={\frac {\Delta R_{n}+\rho _{a}c_{p}\left(\delta e\right)g_{a}}{\left(\Delta +\gamma \left(1+g_{a}/g_{s}\right)\right)L_{v}}}}}
Avec pour paramètres :
ETp : Évapotranspiration potentielle (disponibilité d'eau dans le sol et les plantes)
Δ : Variation de saturation de l'humidité selon la température de l'air. (Pa⋅K−1)
Rn : irradiance nette (W⋅m−2) du flux d'énergies extérieures
cp : Capacité thermique de l'air (J⋅kg−1⋅K−1)
ρa : Densité de l'air sec (kg⋅m−3)
δe : déficit de pression de vapeur ou specific humidity (Pa)
ga : Conductivité hydraulique de l'air (m⋅s−1)
gs : Conductivité des stomates (m⋅s−1)
γ : Constante psychrométrique (γ ≈ 66 Pa⋅K−1)

#### Modélisation des disponibilités de l'eau
L'évapotranspiration réelle (ET) est calculée ensuite à partir de la mesure des disponibilités de l'eau dans le sol et les racines. Cette disponibilité est mesurée à partir de l'humidité du sol et les caractéristiques physiques du sol et des racines — ou bien calculée d'après une modélisation des réserves d'eau (calcul d'infiltration, ruissellement et percolation selon les précipitations).
En comparaison du calcul des équilibres énergétiques (voir section suivante), cette méthode de calcul permet de préciser l'évapotranspiration sur des périodes courtes (durée inférieure à 1 heure) ; mais la modélisation impose des mesures complexes et coûteuses pour déterminer les paramètres physiques. De même de petites erreurs dans l'évaluation des disponibilités d'eau dans le sol impliquent de grandes erreurs d'estimation de l'évapotranspiration réelle.

#### Calcul d'évapotranspiration de référence et culturale

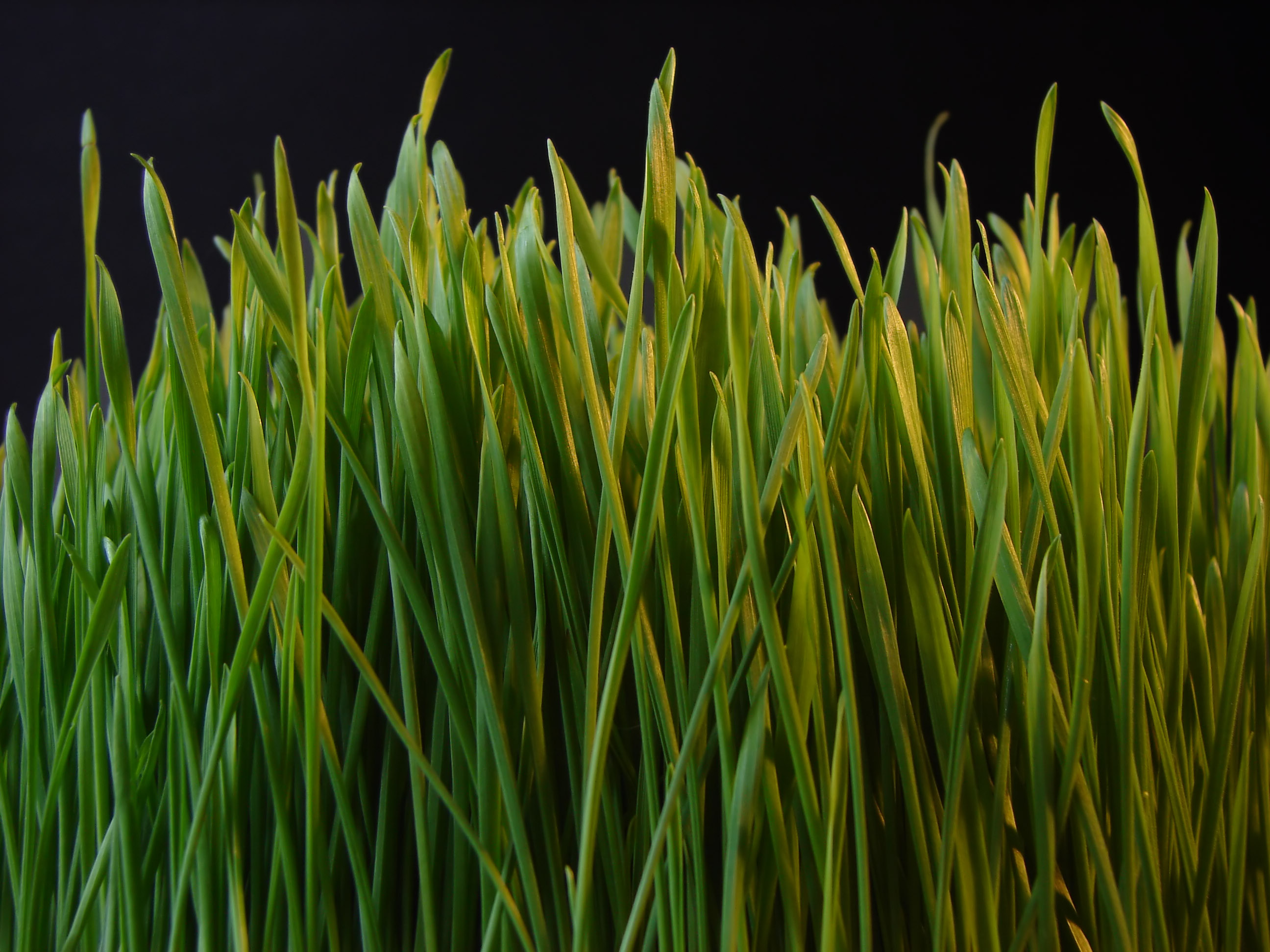
Le gazon sert communément de couverture végétale de référence (ETo) pour les climats tempérés.

L'évapotranspiration d'une couverture végétale spécifique peut ainsi être calculée directement, à partir des formules combinant le modèle de Penman-Monteith et la disponibilité de l'eau. En pratique, elle est généralement calculée en fonction d'une culture de référence (ETo).
Soit une évapotranspiration de référence (ETo), par exemple pour une parcelle d'herbe haute de 12 cm suffisamment hydratée calculée avec la formule de Pennman-Monteith. À partir de cette ETo est ensuite calculée l'évapotranspiration pour une culture spécifique (ETc), par exemple un champ de blé.
Avec une formule simplifiée, ETc dépend d'un facteur culture (Kc) lié aux plantes (espèces végétales, profondeur racines, état de croissance…) et d'un facteur stress (Ks) lié aux spécificités du terrain (composition du sol, stress hydrique, protections contre vent et évaporation, espacement des plants, fréquence d'arrosage…). Ce calcul de ETc est souvent présenté sous l'équation simplifiée :
{\displaystyle ET_{c}=K_{c}*K_{s}*ET_{0}}

#### Autres équations
- L'équation originale de Pennman (1948), l'une des plus notoires, exige des calibrages locaux (fonction vent) pour des résultats satisfaisants.
- Des équations basées sur la température : Thornthwaite (1948), Hamon (1963), Hargreaves-Samani (1985)[31]
- Des équations basées sur la radiation : Turc (1961), Makkink (1957), Priestley-Taylor (1972)[31]
- L'équation de Blaney-Criddle (en) : formule simpliste basée sur la température moyenne et la durée moyenne d'ensoleillement.

### Calcul des masses d'eau

#### Bilan hydrologique

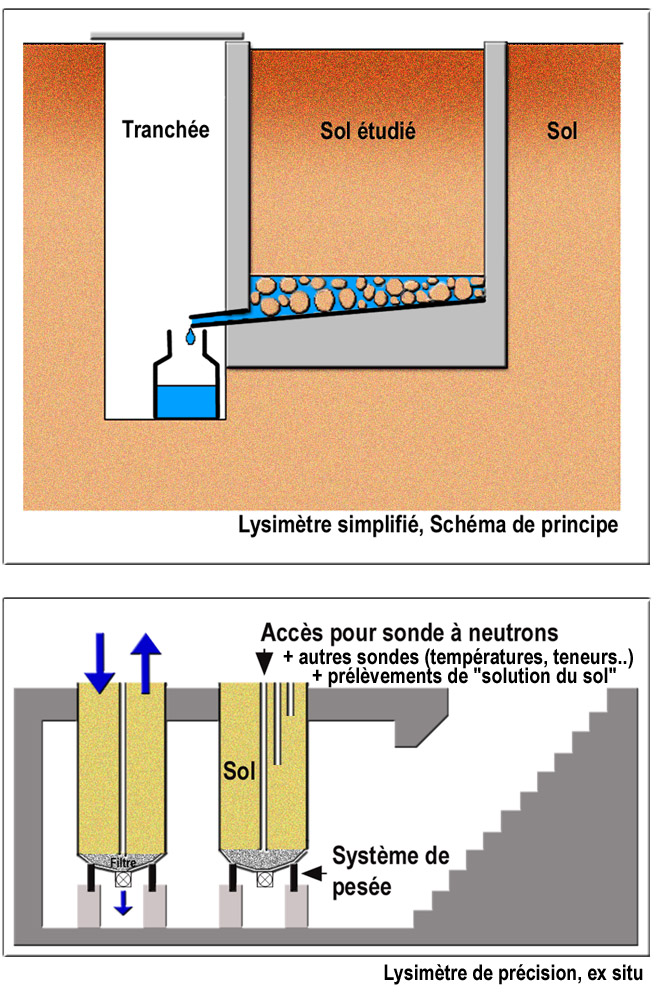
Schémas de principe d'un lysimètre.

L'évapotranspiration peut être estimée à partir de l'équation d'équilibre de l'eau d'un bassin de drainage (S) :
{\displaystyle \Delta S=P-ET-Q-D\,\!}
Avec :
- ΔS : variation de la quantité d'eau dans le bassin S.
- P : précipitations (pluie)
- ET : évapotranspiration
- Q : eau de ruissellement
- D : eau drainée (en profondeur)

L'évaporation peut donc être calculée à partir de la formule dérivée :
{\displaystyle ET=P-\Delta S-Q-D\,\!}
Ce type de modélisation semble peu précis sur une courte période mais assez fiable sur une longue période, pour autant que les mesures de pluie sont précises.

##### Mesures de référence
La mesure historique repose sur la méthode lysimétrique. En pratique, les variations d'eau sont mesurées sur une petite parcelle de référence aménagée sous forme de bassin avec un lysimètre. Cet appareil de mesure permet de mesurer (par pesée) la variation d'eau (ΔS) dans le bassin (eau contenue dans le sol et les plantes). Le lysimètre permet également de récupérer et mesurer l'eau drainée (D) vers le sous-sol. L'eau de ruissellement (Q) est récupérée (par exemple avec des rigoles installées en bordure du bassin) pour être mesurée. Les précipitations (P) sont mesurées avec un pluviomètre.
Ces mesures permettent ainsi de déterminer l'évapotranspiration du bassin délimité. Cette évapotranspiration de référence (ETo) permet ensuite d'estimer ou calculer l'évaporation d'un couvert végétal quelconque, de plus vaste étendue ou d'une autre nature végétale.
Une autre méthode est utilisée, le bilan d'eau par les variations d'humidité dans le sol.

#### Bilan atmosphérique

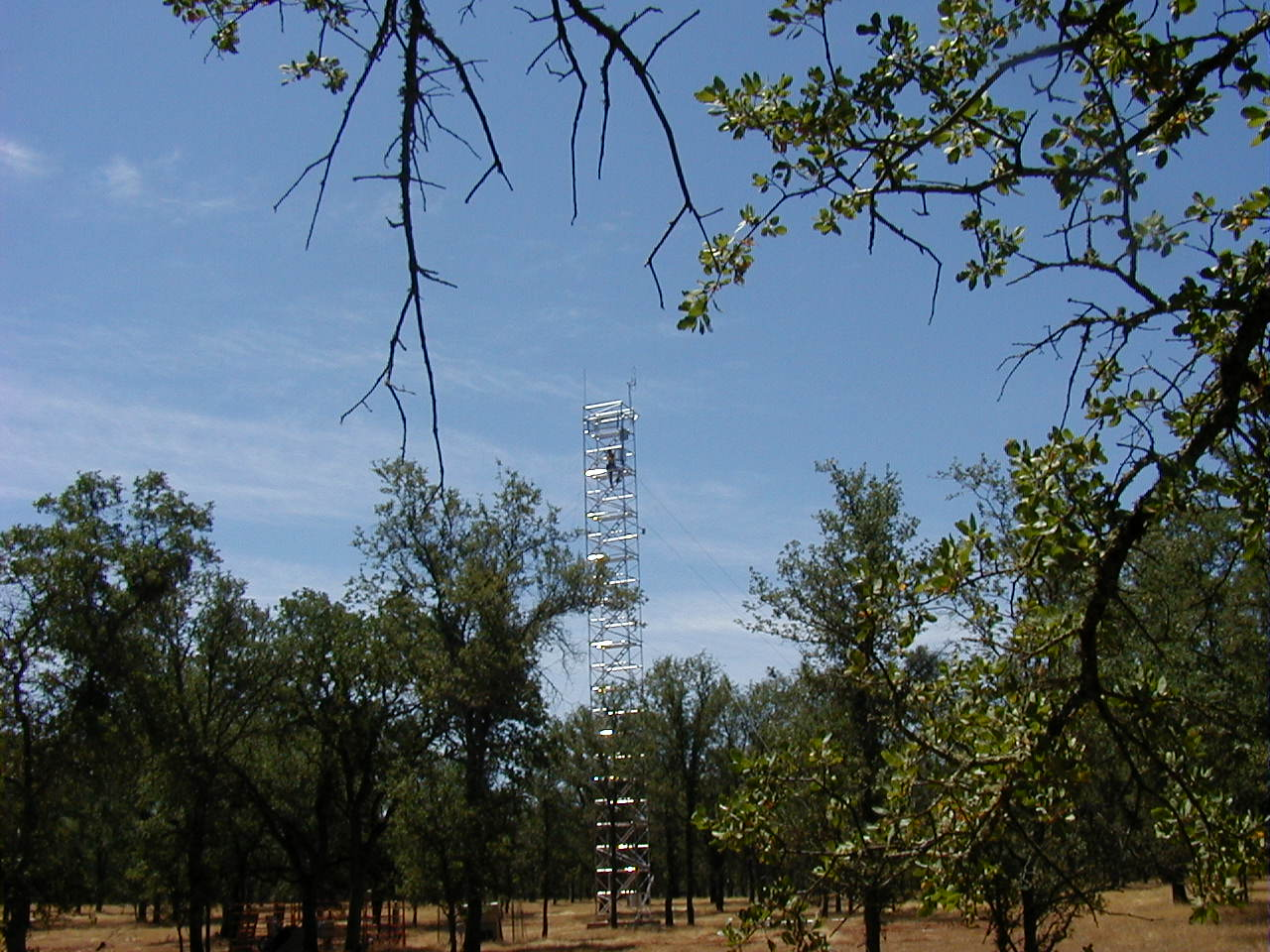
Une tour du réseau pour la mesure des covariances de turbulences.

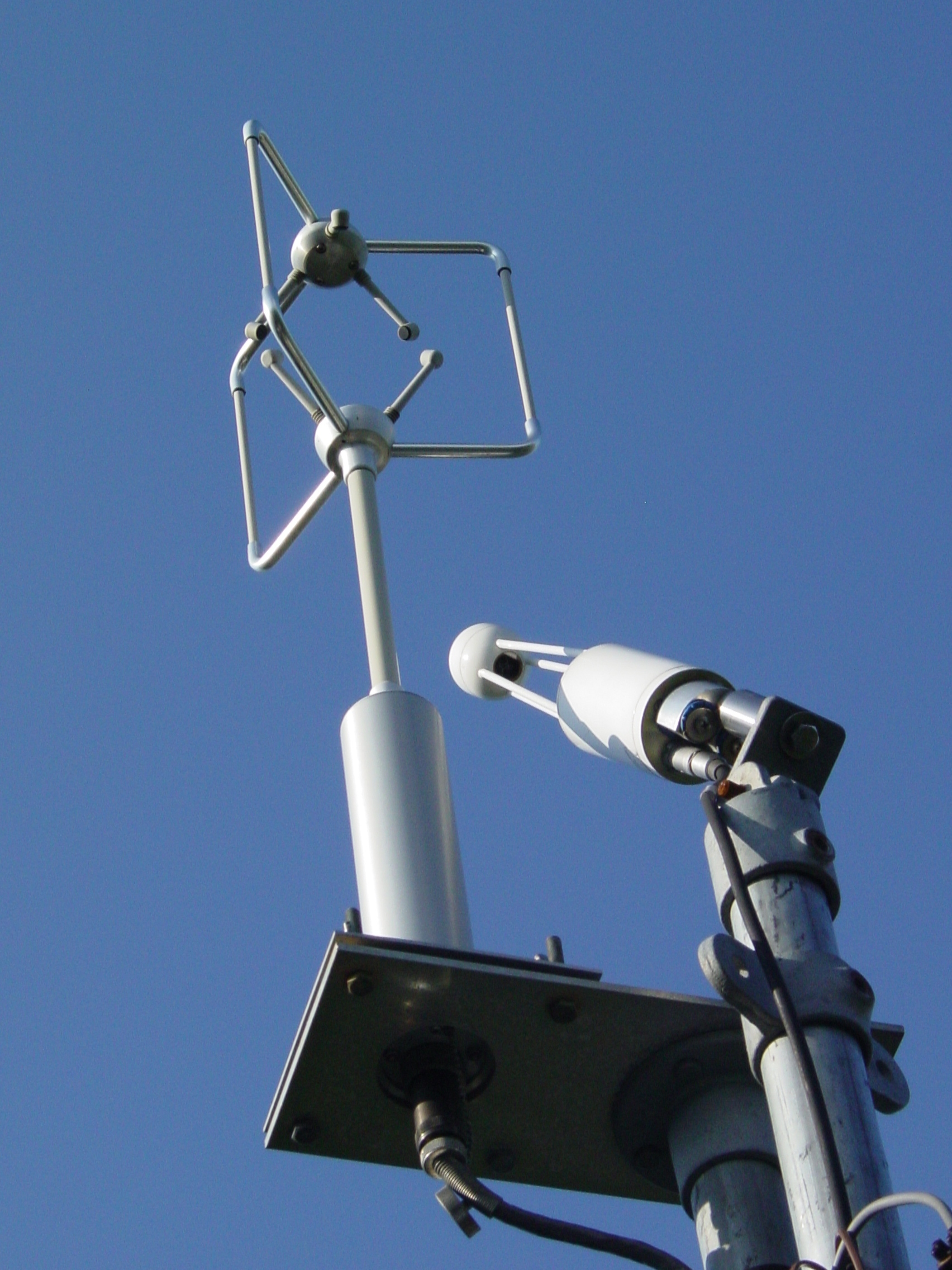
Anémomètre sonique et analyseur infrarouge de gaz pour mesurer la covariance des turbulences

Cette méthode consiste à prendre pour référence une tranche d'air atmosphérique au-dessus d'un couvert végétal. L'évapotranspiration est déduite par la mesure et comparaison de l'eau contenue dans cette zone de référence.
La mesure de covariance des turbulences est une méthode commune d'estimation, avec l'emploi de différents instruments de mesure : anémomètre sonique à trois directions, hygromètre à krypton à champ ouvert…

#### Autres bilans
D'autres méthodes sont utilisées : le bilan d'énergie, la méthode des flux de sève, les données satellite.

### Calcul des flux énergétiques

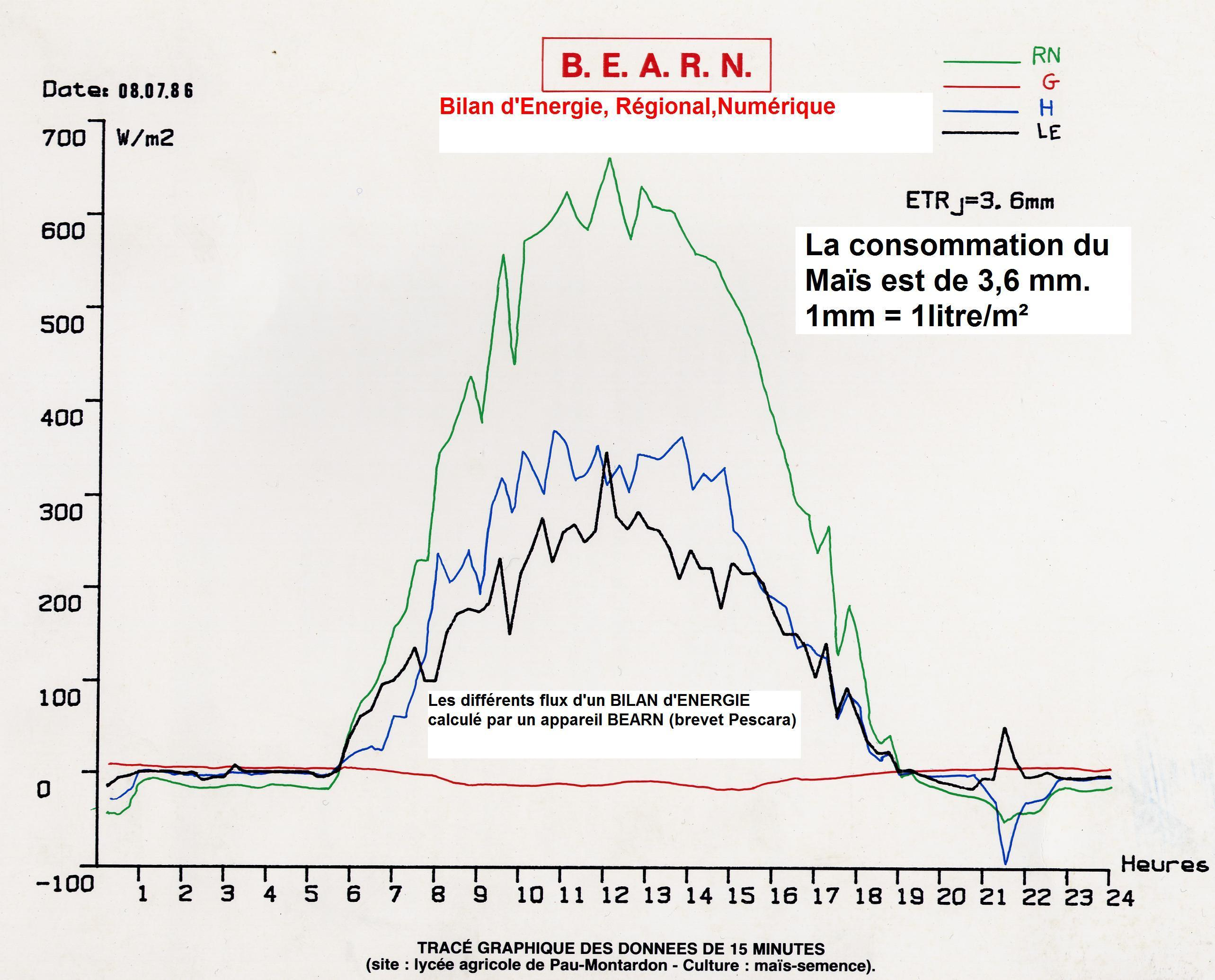
Flux d'énergie (R_{n}, H, LE, G) mesurés durant 24 heures sur un champ de maïs, déterminant un ET_{r} de 3.6 mm.

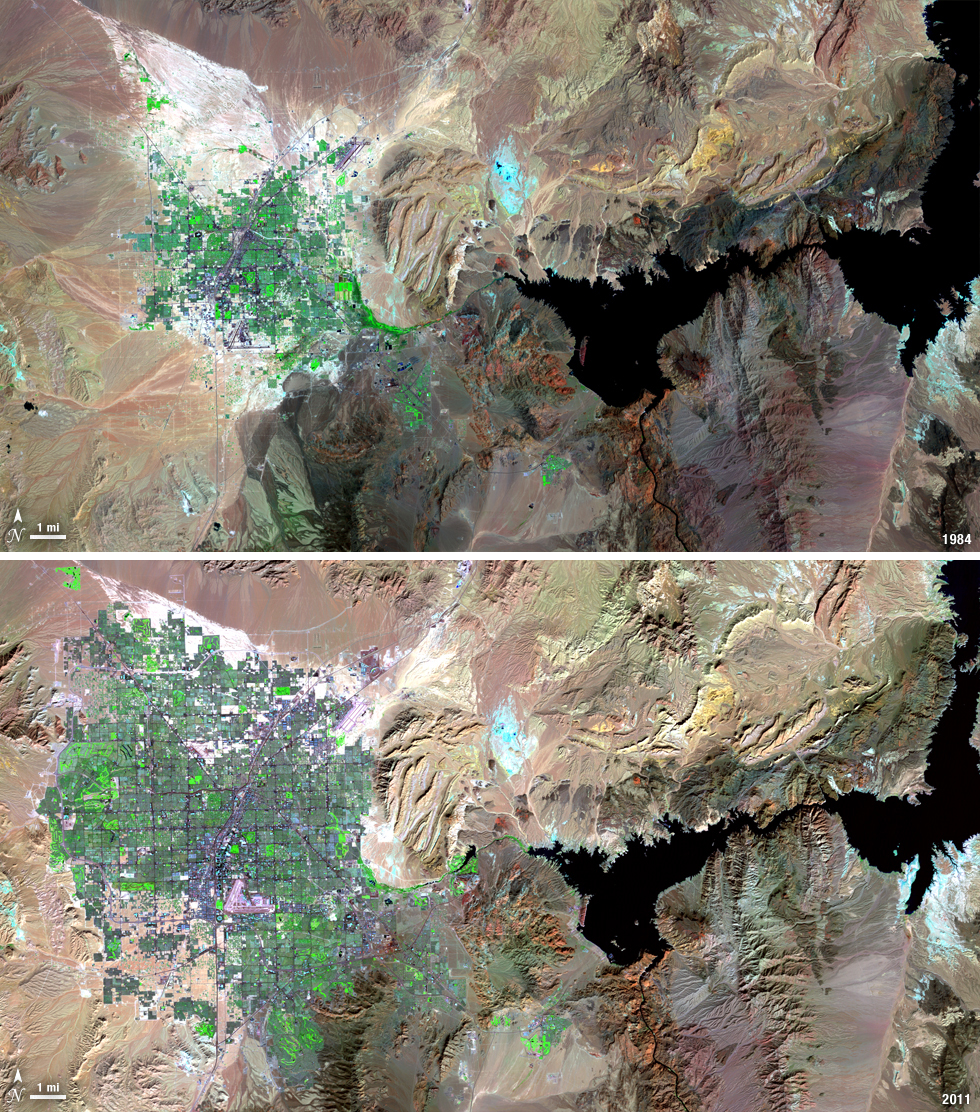
Image du satellite Landsat 5 révélant la végétation (vert) de Las Vegas.

Dans une approche physique, la transformation de l'eau en vapeur est considérée selon ses aspects énergétiques. Par cette approche, l'évapotranspiration (ET) correspond au flux de chaleur latente (LE) dans l'équation du bilan d'énergie suivant :
{\displaystyle Rn=H+LE_{ET}+G+\Delta CO_{2}+\Delta M}[réf. nécessaire]
Avec
- Rn : Rayonnement net (bilan du rayonnement solaire, rayonnement réfléchi par surface, rayonnement atmosphérique et de l'émission de surface)
- H : Flux de chaleur sensible (convectif dans l'air)
- G : Flux de chaleur par conduction dans le sol (valeur faible)
- LE : Flux de chaleur latente
- ΔCO2 : Variation du CO2 (photosynthèse)
- ΔM : Variation de masse (stockage d'énergie)

En négligeant ΔCO2 (2-3 % de l'énergie) et ΔM, la formule peut être simplifiée et l'évapotranspiration est donc estimée d'après les données mesurées et calculées du rayonnement net et des autres flux de chaleur. Sous cette forme, cette approche est également appelée « ratio de Bowen » (méthode d'autant moins fiable que l'environnement est sec).
{\displaystyle LE_{ET}=Rn-H-G}

#### Mesures sur le terrain
À l'échelle d'un petit couvert végétal, les échanges d'énergie peuvent être mesurés sur le terrain avec différents appareils : le rayonnement net est mesuré par un pyrradiomètre. Le flux de chaleur dans le sol est mesuré par un fluxmètre. Les flux de chaleur sensible et latente sont calculés à partir de mesures différentielles de température ambiante et humide de psychromètres placés.

#### Mesures par satellite
À l'échelle régionale, les échanges d'énergie peuvent être mesurés par certains satellites de télédétection ; leurs radiomètres mesurent les luminances spectrales au sommet de l'atmosphère, pour différentes longueur d'onde (visible, infrarouge, infrarouge thermique…), les albédos et températures de surface, et les indices de végétation. Ces données sont ensuite analysées par différentes méthodes, à l'exemple des algorithmes SEBAL (en) ou S-SEBI.

### Autres méthodes d'estimation
- Estimation de la transpiration végétale par mesure de la circulation de sève[50].

- Mesure des isotopes stables dans la vapeur d'eau atmosphérique[51].

#### Généralités
- R. Burman et L. O. Pochop, Evaporation, evapotranspiration and climatic data, Amsterdam : Elsevier, 1994.
- H. Chamayou, Éléments de bioclimatologie, Agence de coopération culturelle et technique, avec la collaboration du Conseil international de la langue française, 1993, 283 p.  (ISBN 2-85319-237-7)

#### Approches agro-météorologiques
- (en) Richard G. Allen, Luis S. Pereira, Dirk Raes et Martin Smith, « Crop evapotranspiration : Guidelines for computing crop water requirements », FAO Irrigation and drainage, Organisation des Nations unies pour l'alimentation et l'agriculture, no 56,‎ 1998 (lire en ligne)
- Jacques Kessler, Alain Perrier et Christian de Pescara, La Météo agricole, Météole, 1990  (ISBN 2-908215-00-4)

#### Approches hydrodynamiques, d'estimation ou modélisation
- Aber JD, & Federer CA (1992) A generalized, lumped-parameter model of photosynthesis, evapotranspiration and net primary production in temperate and boreal forest ecosystems. Oecologia, 92(4), 463-474 (résumé).
- Abtew W & Obeysekera J (1995) Lysimeter study of evapotranspiration of cattails and comparison of three estimation methods, Transactions of the ASAE, 38(1), 121-129 (résumé).
- Carlson TN, Capehart WJ & Gillie RR (1995). A new look at the simplified method for remote sensing of daily evapotranspiration. Remote Sensing of Environment, 54(2), 161-167 (résumé).
- Dickinson RE (1984) Modeling evapotranspiration for three-dimensional global climate models. Climate processes and climate sensitivity, 58-72.
- Droogers P & Allen RG (2002) Estimating reference evapotranspiration under inaccurate data conditions. Irrigation and drainage systems, 16(1), 33-45.
- Farahani HJ, & Ahuja LR (1996) Evapotranspiration modeling of partial canopy/residue-covered fields. Transactions of the ASAE, 39(6), 2051-2064.
- Granier A (1977) Étude bibliographique - Transfert de sève brute dans le tronc des arbres aspects méthodologiques et physiologiques. In Annales des Sciences Forestières (Vol. 34, No. 1, pp. 17-45). EDP Sciences (résumé).
- Hargreaves GH & Samani ZA (1982) Estimating potential evapotranspiration. Journal of the Irrigation and Drainage Division, 108(3), 225-230.
- Hargreaves GH & Allen RG (2003) History and evaluation of Hargreaves evapotranspiration equation. Journal of Irrigation and Drainage Engineering, 129(1), 53-63 (résumé).
- Katerji N, Perrier A, Renar, D & AISSA A (1983) Modélisation de l'évapotranspiration réelle ETR d'une parcelle de luzerne : rôle d'un coefficient cultural. Agronomie, 3(6), 513-521.
- Kristensen KJ & Jensen SA (1975) A model for estimating actual evapotranspiration from potential evapotranspiration. Nordic Hydrology, 6(3), 170-188 (résumé)
- Kumar M, Raghuwanshi NS, Singh R, Wallender WW & Pruitt WO (2002). Estimating evapotranspiration using artificial neural network. Journal of Irrigation and Drainage Engineering, 128(4), 224-233 ().
- Kustas, W. P., & Norman, J. M. (1996). Use of remote sensing for evapotranspiration monitoring over land surfaces. Hydrological Sciences Journal, 41(4), 495-516.
- Mu, Q, Heinsch FA, Zhao M & Running SW (2007) Development of a global evapotranspiration algorithm based on MODIS and global meteorology data. Remote Sensing of Environment, 111(4), 519-536.
- Nemani RR & Running SW (1989) Estimation of regional surface resistance to evapotranspiration from NDVI and thermal-IR AVHRR data. Journal of Applied meteorology, 28(4), 276-284.
- Odhiambo, L. O., Yoder, R. E., Yoder, D. C., & Hines, J. W. (2001). Optimization of fuzzy evapotranspiration model through neural training with input-output examples. Transactions of the ASAE, 44(6), 1625-1633.
- Perrier A (1975) Étude physique de l'évapotranspiration dans les conditions naturelles. III. Evapotranspiration réelle et potentielle des couverts végétaux. In Annales agronomiques.
- Price JC (1990) Using spatial context in satellite data to infer regional scale evapotranspiration ; Geoscience and Remote Sensing, IEEE Transactions on, 28(5), 940-948 (résumé).
- Ludovic Oudin, Recherche d'un modèle d'évapotranspiration potentielle pertinent comme entrée d'un modèle pluie-débit global, thèse 2004. en ligne
- Running SW, Nemani RR & Hungerford RD (1987) Extrapolation of synoptic meteorological data in mountainous terrain and its use for simulating forest evapotranspiration and photosynthesis. Canadian Journal of Forest Research, 17(6), 472-483.
- Running SW, Nemani RR, Peterson DL, Band lE, Potts DF, Pierce LL & Spanner MA (1989) Mapping regional forest evapotranspiration and photosynthesis by coupling satellite data with ecosystem simulation. Ecology, 1090-1101.
- Sharma ML (1985) Estimating evapotranspiration. Advances in irrigation, 3, 213-281.
- Stephens JC & Stewart EH (1963) A comparison of procedures for computing evaporation and evapotranspiration. Publication, 62, 123-133.
- Taconet O, Bernard, R & Vidal-Madjar D (1986) Evapotranspiration over an agricultural region using a surface flux/temperature model based on NOAA-AVHRR daa. Journal of Climate and Applied Meteorology, 25(3), 284-307 (résumé).
- Zimmermann U, Ehhalt D & Münnich KO (1967) Soil-water movement and evapotranspiration : changes in the isotopic composition of the water. In Isotopes in hydrology. Proceedings of a symposium (résumé).

#### Approches énergétiques
- INRA (1970) Techniques d'étude des facteurs physiques de la biosphère ; INRA Publ. 70-4 Dépôt légal 1970 n° d'ordre 9.046. page 425 Méthodes et techniques de détermination des coefficients de transfert et des flux dans l'air.
- Gray DM, McKay GA & Wigham JM (1970) Energy, evaporation, and evapotranspiration. Principles of hydrology : Port Washington,. New York, Water Info. Center Inc, 3-1.